# من هم گریه کردم
من هم گریه کردم فیلمی به کارگردانی و نویسندگی ساموئل خاچیکیان محصول سال ۱۳۴۷ است.

## خلاصه داستان
دختری از خانواده ای اشرافی شیفتهٔ برادر همکلاسی فقیرش می‌شود. پدر دختر به تحریک نامادریش دختر خود را طرد می‌کند. دختر با مرد مورد علاقه اش ازدواج کرده و زندگی خوبی را شروع می‌کند. پس از مدت‌ها و وقوع حوادثی پدر که به شدت از کارش پشیمان شده از دختر و دامادش تقاضای بخشش می‌کند.

## بازیگران
- بهروز وثوقی
- پوری بنایی
- نیلوفر
- آرمان
- فرشید فرزان
- رستم خانی
- لیلا فروهر